# Vashugiri
Vashugiri ist eine winzige Insel des Felidhu-Atolls im Süden des Inselstaates Malediven in der Lakkadivensee des Indischen Ozeans. Sie gehört zum Verwaltungsatoll Vaavu.

## Geographie
Die Insel liegt im Nordwesten etwas hinter dem Westrand des Atolls in der Nähe von Kunaavashi und Kudhiboli. Sie ist eigentlich nur eine Sandbank, auf der das Cocogiri Island Resort angelegt wurde.